# Littoridinops monroensis
Littoridinops monroensis är en snäckart som först beskrevs av Georg von Frauenfeld 1863.  Littoridinops monroensis ingår i släktet Littoridinops och familjen tusensnäckor. Inga underarter finns listade i Catalogue of Life.